# Szczyt bogów
Szczyt bogów (jap. 神々の山嶺 Kamigami no itadaki) – manga autorstwa Jirō Taniguchiego, będąca adaptacją powieści o tym samym tytule autorstwa Baku Yumemakury. Na jej podstawie powstał film live action w reżyserii Hideyukiego Hirayamy, a także francuskojęzyczny film animowany.

## Fabuła

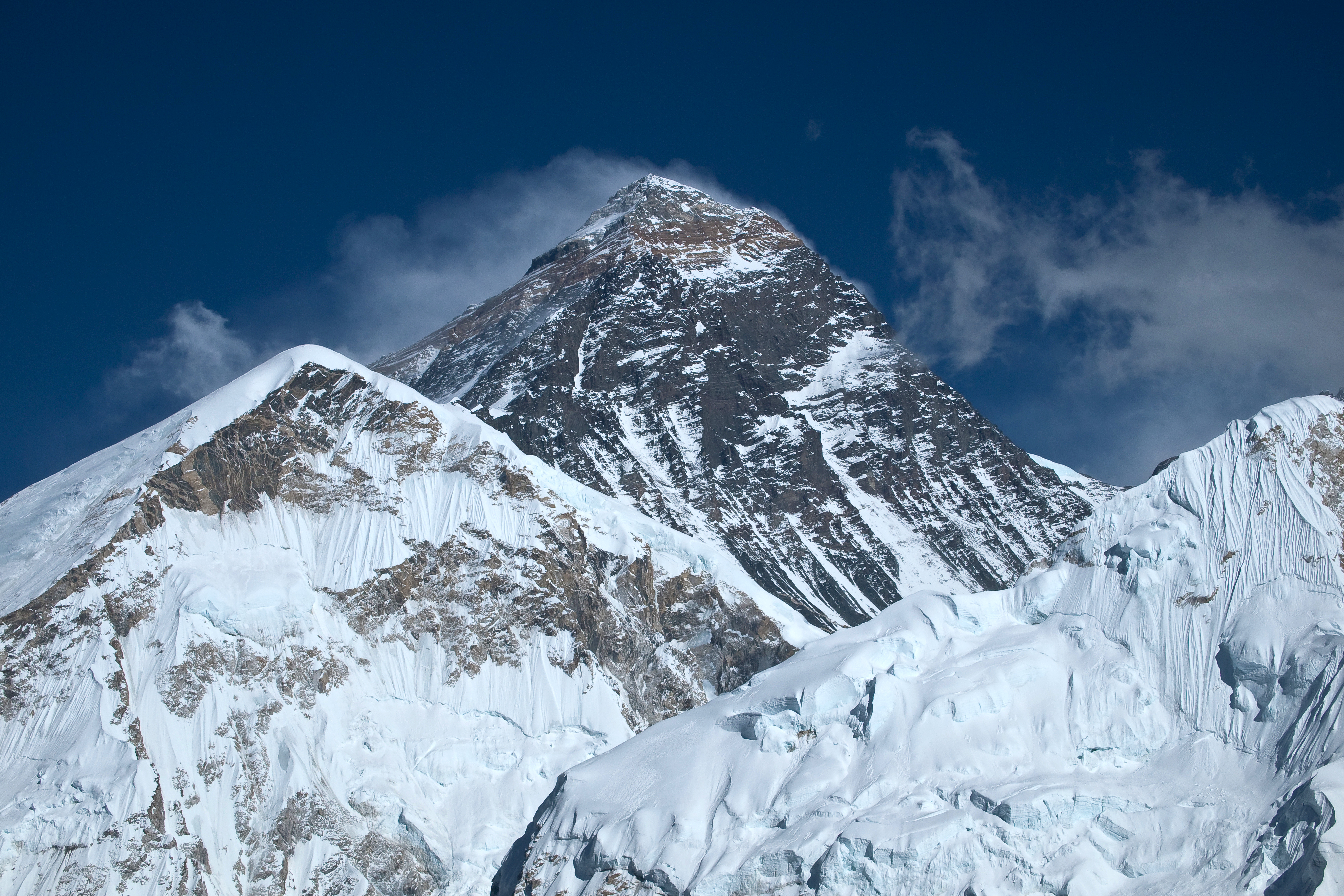
Mount Everest, gdzie rozgrywa się akcja mangi

W 1924 roku George Mallory i Andrew Irvine podjęli próbę zdobycia szczytu Mount Everest, w czasie której zaginęli. Siedemdziesiąt lat później Makoto Fukamachi, młody japoński reporter, spotyka tajemniczego wspinacza o imieniu Habu Joji, w którego posiadaniu znajduje się aparat, który jak wierzy Fukamachi, należał do Mallory’ego, co może ujawnić, czy Mallory i jego partner naprawdę byli pierwszymi, którzy zdobyli Everest. Fukamachi stopniowo coraz bardziej angażuje się w relacje z Habu, do tego stopnia, że ostatecznie dołącza do niego w wyprawie na Everest, by nagrać jego własną próbę zdobycia szczytu.

## Manga
Seria ukazywała się w magazynie „Business Jump” wydawnictwa Shūeisha w latach 2000–2003. Została zebrana w 5 tankōbonach, opublikowanych między 15 grudnia 2000 a 20 marca 2003. Od 18 października 2006 do 18 stycznia 2007 wydawana była również jej reedycja w formacie bunkoban.
W Polsce prawa do dystrybucji serii nabyło wydawnictwo Hanami, pierwszy tom ukazał się zaś w grudniu 2022.

## Film live action
Manga została zaadaptowana na film live action w reżyserii Hideyukiego Hirayamy zatytułowany Everest: Kamigami no itadaki (jap. エヴェレスト 神々の山嶺). W główne role wcielili się Jun’ichi Okada, Hiroshi Abe i Machiko Ono. Premiera odbyła się 12 marca 2016, za dystrybucję odpowiadały zaś firmy Asmik Ace Entertainment i Tōhō.

## Film animowany
W styczniu 2015 roku ogłoszono międzynarodową koprodukcję między francuskim Julianne Films, belgijskim Walking The Dog i luksemburskim Mélusine Productions, w celu stworzenia filmu animowanego opartego na Szczycie bogów. Za reżyserię mieli odpowiadać Éric Valli i Jean-Christophe Roger, a za produkcję Didier Brunner. W czerwcu 2020 ogłoszono, że film zostanie zamiast tego wyreżyserowany przez Patricka Imberta, za scenariusz odpowiadać będą Imbert, Magali Pouzol i Jean-Charles Ostorero, a muzyką skomponuje Amine Bouhafa. Premiera we francuskich kinach odbyła się 22 września 2021. 30 listopada tego samego roku produkcja zadebiutowała również na platformie Netflix.

## Odbiór
W 2001 roku Szczyt zdobył zdobył nagrodę za najlepszą mangę podczas 5. edycji Japan Media Arts Festival. W 2010 roku angielskie wydanie mangi zostało nominowane do nagrody Ignatz Award w kategoriach wybitna powieść graficzna i wybitna seria. Czwarty angielski tom został również nominowany w 2014 roku do nagrody Eisnera w kategorii najlepsze amerykańskie wydanie materiału międzynarodowego – Azja.